# Ярослав Ґжендович

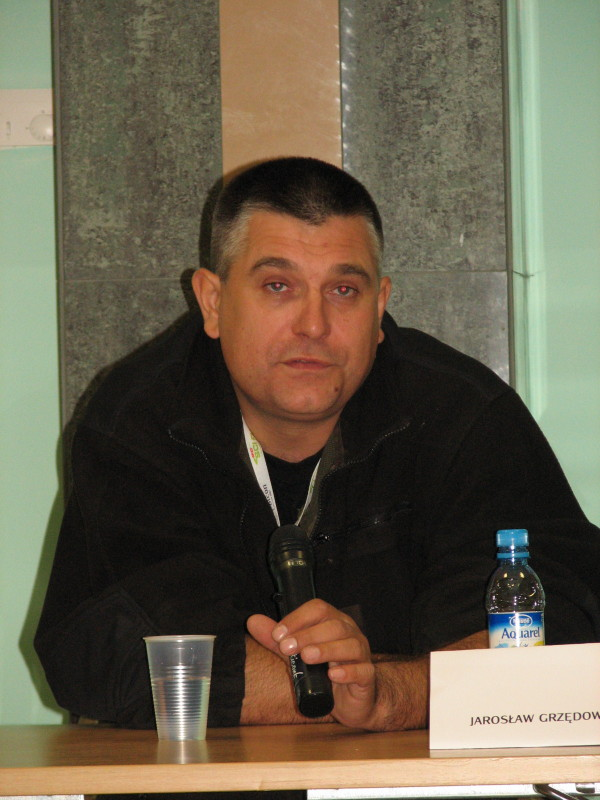
Ярослав Ґжендович на Польконі в 2007 році

Ярослав Ґжендович (пол. Jarosław Grzędowicz, 3 травня 1965, Вроцлав) — польський письменник-фантаст, журналіст, редактор та видавець фантастичних журналів, літературний критик та перекладач коміксів.

## Біографія
Ярослав Ґжендович народився у Вроцлаві. Першим опублікованим літературним твором письменника стало оповідання «Притулок для старих пілотів» (пол. Azyl dla starych pilotów), яке вперше надруковано в лодзинському щотижневику «Odgłosy» в 1982 році під назвою «Притулок» (пол. Azyl). Того ж року в цьому ж таки тижневику опубліковано й друге оповідання Ґжендовича «Фортеця Трьох Криниць» (пол. Twierdza Trzech Studni), яке, на думку частини літературних критиків, є першим польським оповіданням у жанрі фентезі.
Ярослав Ґжендович разом із Феліксом Кресом, Яцеком Пекарою та іншими письменниками організував літературне об'єднання «Клуб Тфорціф» (пол. Klub Tfurcuf). Метою об'єднання було вдосконалення письменницьких здібностей молодих авторів, які на той час ще були фактично підлітками. Це об'єднання продовжувало діяти ще на початку 90-х років XX століття.
У 1990 році Ґжендович разом із Рафалом Земкевичем, Анджеєм Лаським, Кшиштофом Соколовським і Даріушем Зенталяком заснував літературний журнал Fenix. За задумом засновників цього журналу, він мав стати альтернативою іншому польському журналу «Fantastyka», орієнтованим на більш демократичну і популярну фантастичну літературу. З 1993 року аж до припинення видання журналу у 2001 році Ґжендович був його головним редактором. Проте за час його перебування на посаді головного редактора журналу зменшилась його письменницька активність.
Ярослав Ґжендович працював фейлетоністом в Газеті польській. Також Ґжендович займається перекладом коміксів. Літературну діяльність Ґжендович продовжив на сторінках журналів «Nowa Fantastyka», «Feniks» та численних антологіях фантастичної літератури, публікуючи на їх сторінках свої фантастичні твори.
У 2003 році у видавництві «Fabryka Słów» вийшла збірка оповідань Ґжендовича «Книга осінніх демонів» (пол. Księga jesiennych demonów). У 2005 році у цьому ж видавництві вийшов перший том роману «Господар крижаного саду» (пол. Pan Lodowego Ogrodu), другий том роману вийшов друком у 2007 році, третій у 2009 році, а четвертий том у 2012 році у цьому ж видавництві. У 2006 році також видавництвом «Fabryka Słów» видано інший роман Ґжендовича «Попіл і пил. Оповіді зі світу поміж світами» (пол. Popiół i kurz. Opowieść ze świata Pomiędzy), яка є продовженням оповідання «Обол для Ліліт» (пол. Obol dla Lilith).
Зі слів самого Ярослава Ґжендовича, фантастика є різновидом метафори, і за її допомогою можна говорити про людину або людство, з погляду того, що принесе майбутнє, у світлі якихось нових подій або явищ. На думку письменника, фантастика дає можливість своєрідної діагностики нашого світу, і тому все більше людей віддають перевагу саме цьому жанру літератури.
Ярослав Ґжендович є членом Спілки польських письменників.
Ярослав Ґжендович одружений з відомою польською письменницею-фантастом Майєю Лідією Коссаковською.

## Премії та нагороди

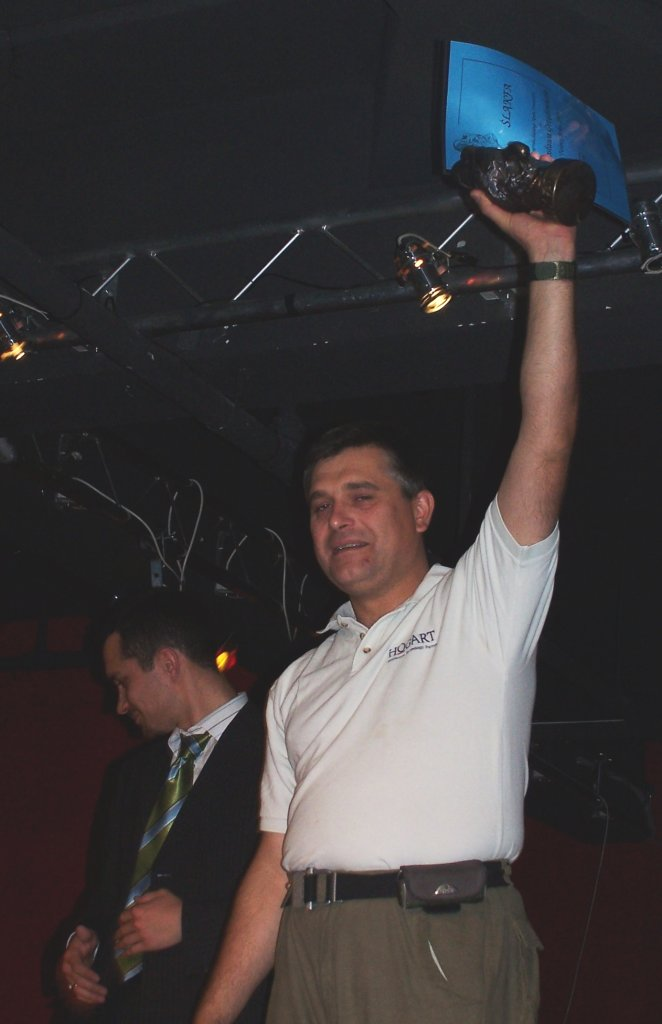
Ярослав Ґжендович із премією «Шльонкфа»

У 1999 році опубліковане в Інтернеті оповідання Ґжендовича «Клуб абсолютної кредитної карти» (пол. Klub absolutnej karty kredytowej) номінувалось на польську Премію Електрибалта. Після публікації оповідання в альманаху «Wizje alternatywne» у 2002 році оповідання номінувалось на премію «Сфінкс». У 2006 році отримав Меморіальну премію імені Януша Зайделя за 2005 рік відразу в обох номінаціях, у яких вона вручається: як найкращий роман за першу частину роману «Господар крижаного саду» (пол. Pan Lodowego Ogrodu), і як найкраще оповідання «Вовча заметіль» (пол. Wilcza zamieć). Це був перший в історії випадок присвоєння премії імені Зайделя відразу у двох номінаціях — і за найкращий роман, і за найкраще оповідання. У цьому ж році він також отримав за свій роман премію «Шльонкфа» як «Творець року», та одночасно й Премію «Сфінкс», і премію електронного видання «Fahrenheit», ставши першим в історії польським письменником-фантастом, який зумів в одному році отримати відразу чотири різні престижні премії в галузі фантастики. У 2007 році він удруге отримав премію імені Зайделя за найкращий роман, цього разу за інший свій твір «Попіл і пил. Оповіді зі світу поміж світами» (пол. Popiół i kurz. Opowieść ze świata Pomiędzy), причому в цьому ж році премію за найкраще оповідання отримала його дружина Майя Лідія Коссаковська. У 2009 році він отримав премії «Сфінкс» та «Наутилус» за третій том роману «Господар крижаного саду». У 2018 році його роман «Гель 3» отримав титул книги року інтернет-сайту lubimyczytać.pl у жанрі наукової фантастики.

### Книги
- Книга осінніх демонів (пол. Księga jesiennych demonów, 2003)
- Серія «Господар крижаного саду» (2005—2012)
  - Господар крижаного саду. Нічний подорожній. Книга 1 (пол. Pan Lodowego Ogrodu, 2005)
  - Господар крижаного саду. У серці темряви. Книга 2 (пол. Pan Lodowego Ogrodu, 2007)
  - Господар крижаного саду. Носій долі. Книга 3 (пол. Pan Lodowego Ogrodu, 2009)
  - Господар крижаного саду. Кінець дороги. Книга 4 (пол. Pan Lodowego Ogrodu, 2012)

- Попіл і курява. Оповіді зі світу поміж світами (пол. Popiół i kurz. Opowieść ze świata Pomiędzy, 2006)
- Викидайло для звірів (пол. Wypychacz zwierząt, 2008)
- Гелій-3 (пол. Hel-3, 2017)[11]
- Притулок (пол. Azyl, 2017)[12]

### Оповідання
- Притулок для старих пілотів (пол. Azyl dla starych pilotów, 1982)
- Фортеця Трьох Криниць (пол. Twierdza Trzech Studni, 1988)
- Будинок на краю світла (пол. Dom na krawędzi Światła, 1992)
- Смерть Щуролова (пол. Śmierć Szczurołapa, 1990)
- Enter — і ти мертвий (пол. Enter – i jesteś martwy, 1996)
- Клуб абсолютної кредитної картки (пол. Klub Absolutnej Karty Kredytowej, 2002)
- Пролог (пол. Prolog, 2003)
- Розповідь терапевта (пол. Opowieść terapeuty, 2003)
- Відьма і вовк (пол. Wiedźma i wilk, 2003)
- Перун (пол. Piorun, 2003)
- Чорні метелики (пол. Czarne motyle, 2003)
- Епілог (пол. Epilog, 2003)
- Обол для Ліліт (пол. Obol dla Lilith, 2004)
- Поцілунок Луїзетти (пол. Pocałunek Loisetty, 2008)
- Буран віє з тої сторони (пол. Buran wieje z tamtej strony, 2008)
- Вовча заметіль (пол. Wilcza zamieć, 2008)
- Farewell Blues, 2006
- Годинникар і мисливець на метеликів (пол. Zegarmistrz i łowca motyli, 2006)
- Хобі тітки Констанції (пол. Hobby ciotki Konstancji, 2008)
- Нагорода (пол. Nagroda, 2008)
- Необхідна оборона (пол. Obrona konieczna, 2008)
- Спеції східної кухні (пол. Specjały kuchni wschodu, 2008)
- Заговини у Венеції (пол. Weneckie zapusty, 2008)
- Викидайло для звірів (пол. Wypychacz zwierząt, 2008)
- Вікенд у Спестреку (пол. Weekend w Spestreku, 2008)'
- Третій Миколай (пол. Trzeci Mikołaj, 2008)

## Переклади українською
- Ярослав Ґжендович. Господар крижаного саду. Нічний подорожній. Книга 1. Переклад з пол.: Сергій Легеза. Київ: Рідна мова, 2019. 376 стор. ISBN 978-966-917-421-5